# 徳川家康と三人の女
『徳川家康と三人の女』（とくがわいえやすとさんにんのおんな）は、2008年3月15日にテレビ朝日系で放送された、松平健主演の時代劇テレビドラマ。放送時間は21:00-23:11(JST)。約50年続いた連続時代劇枠終了後、「吉原炎上」、「天と地と」に続く時代劇スペシャルドラマ第3弾になる。視聴率は12.0%（関東地区,ビデオリサーチ調べ）
『三人の女』とは、瀬名（築山御前）、朝日姫、淀の方の3人を指す。

## キャスト
- 徳川家康 - 松平健
- 瀬名（築山御前） - 高島礼子
- 茶々姫→淀の方 - 星野真里
- 徳川信康 - 上田恋音→柏原収史
- 徳姫 - 竹本聡子
- 福姫 - 北村沙羅
- 国姫 - 水谷茉白
- 於義丸 - 堀田那緒
- 長松丸→徳川秀忠 - 松村拓也
- 本多作左衛門 - 神山繁
- 本多正信 - 平泉成
- 酒井忠次 - 山田明郷
- 大久保忠世 - 清水絋治
- 石川数正 - 本田博太郎
- 井伊直政 - 鷲生功
- 平岩親吉 - 真砂皓太
- 鳥居元忠 - 峰蘭太郎
- 服部半蔵 - 林健太郎
- 浅野長政 - 上杉祥三
- 前田利家 - 小沢象
- 小早川秀秋 - 柄本佑
- 大蔵卿局 - 左時枝
- 織田信長 - 中村敦夫
- 石田三成 - 風間トオル
- 大政所 - 中村玉緒
- 副田甚兵衛 - 浪花ゆうじ
- 楓（築山御前の侍女） - 入野佳子
- 梓（築山御前の侍女） - 新妻さと子
- 浪乃（朝日姫の侍女） - 新海百合子
- お初（朝日姫の侍女） - 田中綾子
- 豊臣秀頼 - 小林翼
- 朝日姫 - 若村麻由美
- 豊臣秀吉 - 片岡鶴太郎
- ナレーター - 梶芽衣子

## スタッフ
- 脚本：藤井邦夫
- 監督：齋藤光正
- 監督補佐：猪崎宣昭
- 音楽：渡辺俊幸
- プロデュース：田中芳之（テレビ朝日）、加藤貢・上阪久和（東映）

## 遅れネット局
- YBS山梨放送（日本テレビ系列） - 2010年12月31日土曜日7:50-10:00(JST)